# Dimitrios
Dimitrios (neugriechisch Δημήτριος) ist ein männlicher Vorname. Es ist die neugriechische Aussprache des altgriechischen Demetrios („zu Demeter gehörig“).
Demetrios von Thessaloniki, ein griechischer Märtyrer aus dem 3. bzw. 4. Jahrhundert, ist einer der wichtigsten Heiligen der Ostkirchen. Daher ist der Vorname Dimitrios (bzw. dessen nationalen Varianten, siehe unten) in Griechenland, Russland, auf dem ganzen Balkan und auf Zypern sehr populär.
Sein Namenstag ist der 26. Oktober in der orthodoxen Kirche bzw. 9. April in der katholischen Kirche.

## Varianten und Kurzformen
- Albanisch: Dhimitër
- Arabisch: Mitri (متري, DMG Mitrī)
- Belarussisch: Dzmitry, Dmitry Smizer
- Bulgarisch: Dimitar (Димитър), Mitko, Mite
- Deutsch: Demetrius
- Georgisch: Dmitri, Dito
- Griechisch: Alternativ- und Kurzformen: Dimi, Dimis, Dimitri, Dimitris, Dimitrios, Dimitrakis, Mimis, Mitros, Mitsos, Jim, Jimmi, Jimmys, Takis, Tsimakos
- Italienisch: Demetrio
- Kroatisch: Dmitar
- Rumänisch: Dimitrie, Dumitru, Dimitriu
- Russisch: Dmitri, Dmitrij (Дмитрий); Diminutivformen: Dima, Dimon, Dimotschka, Dimitsch, Mitja, Dimulja, Dimka, Dimas, Diman
- Serbisch: Dimitrije, Mitar
- Slowenisch: Mitja
- Ukrainisch: Dmytro (Дмитро), Kurzform: Myt'ko

## Namensträger

### Mittelalter
- Dimitrios von Thessaloniki (3. Jahrhundert; † um 306), heiliggesprochener griechischer Märtyrer
- Dmitar Zvonimir (* ?; † 20. April 1089), König von Kroatien
- Dimitri von Rostow (1651–1709), russischer Metropolit

### Dimitrios
- Dimitrios Diamantidis (* 1980), griechischer Basketballspieler
- Dimitrios Eleftheropoulos (* 1976), griechischer Torhüter
- Dimitrios Farmakopoulos (1919–1996), griechischer Maler
- Dimitrios Grammozis (* 1978), griechisch-deutscher Fußballspieler und -trainer
- Dimitrios Katsivelis (* 1991), griechischer Basketballspieler
- Dimitrios Kisoudis (* 1981), deutscher Publizist
- Dimitrios Petrokokkinos (1878–1942), griechischer Tennisspieler
- Dimitrios Rallis (1844–1921), griechischer Politiker, Ministerpräsident
- Dimitrios Tsionanis (* 1961), griechischer
- Dimitrios Vegas, belgischer DJ und Musikproduzent
- Dimitrios Vikelas (1835–1908), erster IOC-Präsident
- Dimitrios Ypsilantis (1793–1832), griechischer Politiker

### Dimitris
- Dimitris Avramopoulos (* 1953), griechischer Politiker und Diplomat
- Dimitris Christofias (1946–2019), zypriotischer Politiker, von 2008 bis 2013 Staatspräsident der Republik Zypern
- Dimitris Diamantakos (* 1993), griechischer Fußballspieler
- Dimitris Horn (1921–1998), griechischer Schauspieler und Regisseur
- Dimitris Limnios (* 1998), griechischer Fußballspieler brasilianischer Abstammung
- Dimitris Lyacos (* 1966), griechischer Dichter und Dramatiker
- Dimitris Minasidis (* 1989), zypriotischer Gewichtheber
- Dimitris Pelkas (* 1993), griechischer Fußballspieler
- Dimitris Plapoutas (1786–1864), griechischer General, Politiker und Freiheitskämpfer
- Dimitris Semsis (Salonikios) (* ca. 1881; † 1950), griechischer Rembetikomusiker und Violinist
- Dimitris Tsatsos (1933–2010), griechischer Rechtswissenschaftler, von 1994 bis 2004 Mitglied des Europäischen Parlaments